# God Jul med Leif "Loket" Olsson och Victoriakören
God Jul med Leif "Loket" Olsson och Victoriakören är en CD-skiva och musikkassett med julmusik, framförd av Leif "Loket" Olsson och Victoriakören.
Skivan kom ut både 1993 och 1994. På första utgåvan finns inte låtarna Bonden & Kråkan och En riktig god jul. Låten En riktig god jul, som framförs tillsammans med Harald Treutiger, finns även som musikvideo. Även låten Vart tog tomten vägen finns som musikvideo. Låten Bonden & kråkan framförs enbart av Harald Treutiger och i låten Vart tog tomten vägen sjunger även Schytts och Arne Hegerfors.

## Låtlista
1. Tomtegubben hade snuva (01:42)
2. Jungfrun hon går i dansen (02:05)
3. Julpotpurri (04:04)
4. Vart tog tomten vägen (02:50)
5. Ritch, ratsch, filibo bom bomb (01:22)
6. Jag gick mig ut en afton (01:04)
7. Jingel bells (02:26)
8. Räven raskar över isen (01:29)
9. Sju vackra flickor i en ring (01:24)
10. Nu har vi ljus här i vårt hus (01:23)
11. Flickrona de små utdi dansen de gå (01:47)
12. Staffansvisan (03:14)
13. När juldagsmorgon glimmar (02:10)
14. Stila natt (03:38)
15. Nu tändas tusen juleljus (01:55)
16. Store juledag (02:00)
17. Vart tog tomten vägen (karaoke) (02:46)[1]
18. En riktig god jul (03:09)[2] (endast på 1994-utgåvan)
19. Bonden & kråkan (02:24) (endast på 1994-utgåvan)